# Daniel de Sousa Britto
Daniel de Sousa Britto (Barra do Garças, Mato Grosso, Brasil; 6 de mayo de 1994) es un futbolista brasileño que juega como portero en el San Jose Earthquakes de la Major League Soccer.

## Trayectoria
Daniel comenzó su carrera juvenil en la academia de União Rondonópolis. En 2011 pasó a la selección sub-17 de Internacional y progresó a través de los equipos sub-20 y sub-23 en los años siguientes.
El 9 de mayo de 2017 fue convocado a la selección absoluta para un partido de la Série B contra Londrina tras las lesiones de Danilo Fernandes, Marcelo Lomba y Keiller. Cuatro días después hizo su debut en una victoria por 3-0 contra Londrina. También apareció en una derrota por 1-0 contra el Palmeiras en la Copa de Brasil durante la temporada.
El 15 de junio de 2018, el contrato de Daniel se extendió hasta 2021.

## Clubes
| Club                 | País           | Año           |
| -------------------- | -------------- | ------------- |
| Internacional        | Brasil         | 2017 - 2022   |
| San Jose Earthquakes | Estados Unidos | 2023-presente |